# イワコー
株式会社イワコー（英: iwako Co.,Ltd.）は埼玉県の文房具メーカー。立体消しゴム・プラスチック筆入れ　・鉛筆キャップ・プラクリップ・小型鉛筆削りの製造を行っている。また、国内唯一の立体消しゴムメーカーであり、販売も行っている。

## 主な商品

### 立体消しゴムシリーズ（面白消しゴム）
食べ物
- 寿司、食堂、中華、パン、ハンバーガー、ランチ

デザート
- カキ氷、ケーキ、パフェ、和菓子、アイス

果物・野菜
- 大根、人参、ジャガイモ、ねぎ、りんご、バナナ

動物
他多数

## 沿革
- 1968年 創業
- 1975年 工場新築。自社製造を始める
- 1978年 株式会社イワコーに組織を変更し資本金1,000万円
- 1985年 立体消しゴムの製造開始
- 1993年 資本金2,000万円に増資
- 1996年 本社工場を新築し、現在地に移転
- 1997年 埼玉県知事より「彩の国」工場指定を受ける
- 1998年 ホームページ開設